# Bunești, Hunedoara
Bunești este un sat în comuna Balșa din județul Hunedoara, Transilvania, România. Se află în partea de nord-est a județului,  în Munții Metaliferi. Satul Bunești nu mai există decât în scripte. Este una din cele patru localități hunedorene care nu mai are nici un locuitor. Cauza: procesul de depopulare accelerată a satelor de munte hunedorene determinat atât de îmbătrânirea demografică, dar și de migrația internă și cea externă. Lipsa locurilor de muncă și a unui drum de acces practicabil i-a împins pe cei în putere să migreze spre orașele mai apropiate: Zlatna, Orăștie, Hunedoara, Deva. Singurul locuitor sezonier este un cioban, care urcă în Bunești, cu turmele sale de oi, de primăvara până toamna. Au rămas, martori tăcuți ai trecutului, câteva case, biserica de lemn și întinsele livezi de meri și pruni, acum sălbăticite și îmbătrânite, dar încă încărcate de rod.

## Imagini

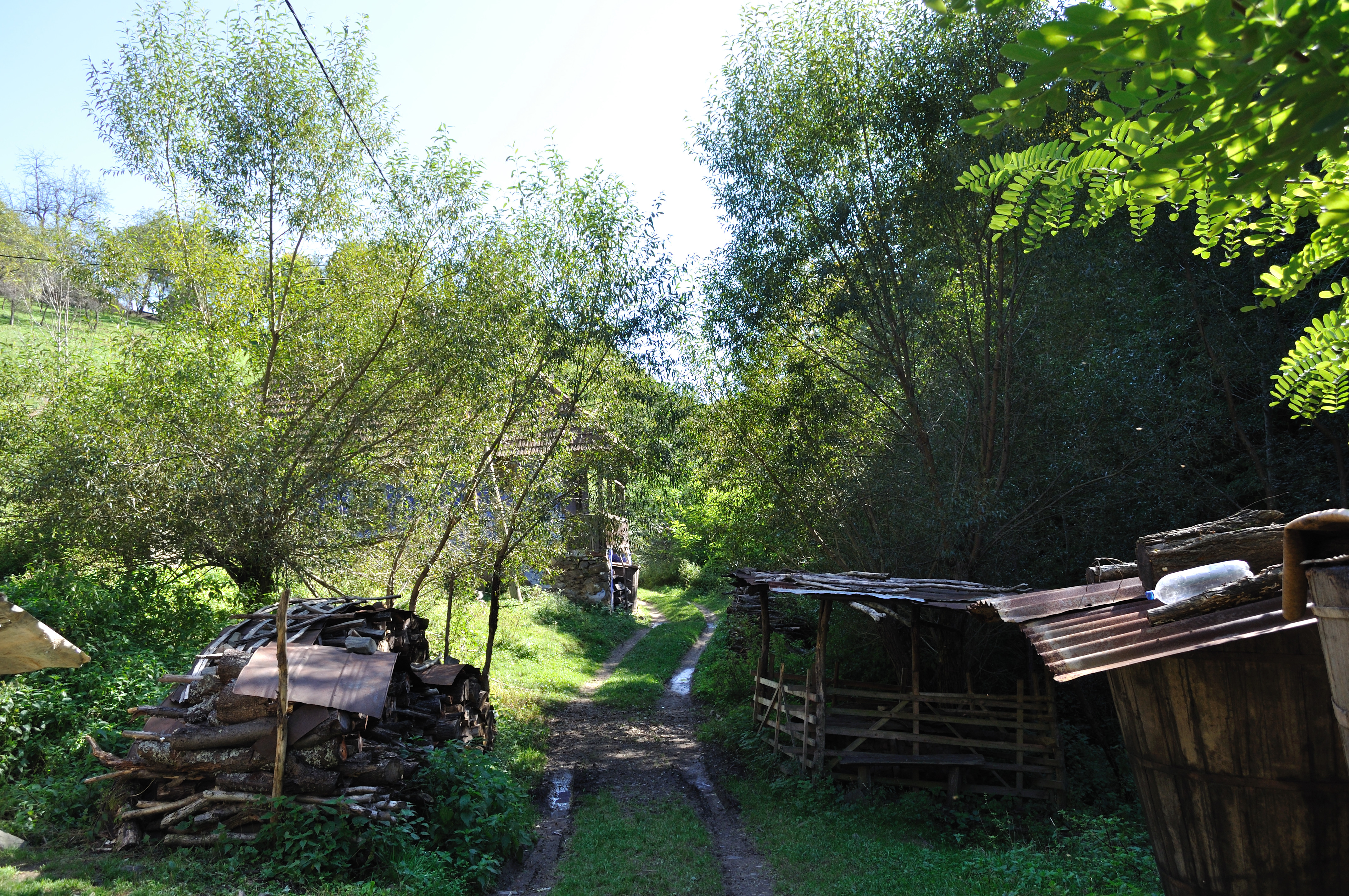
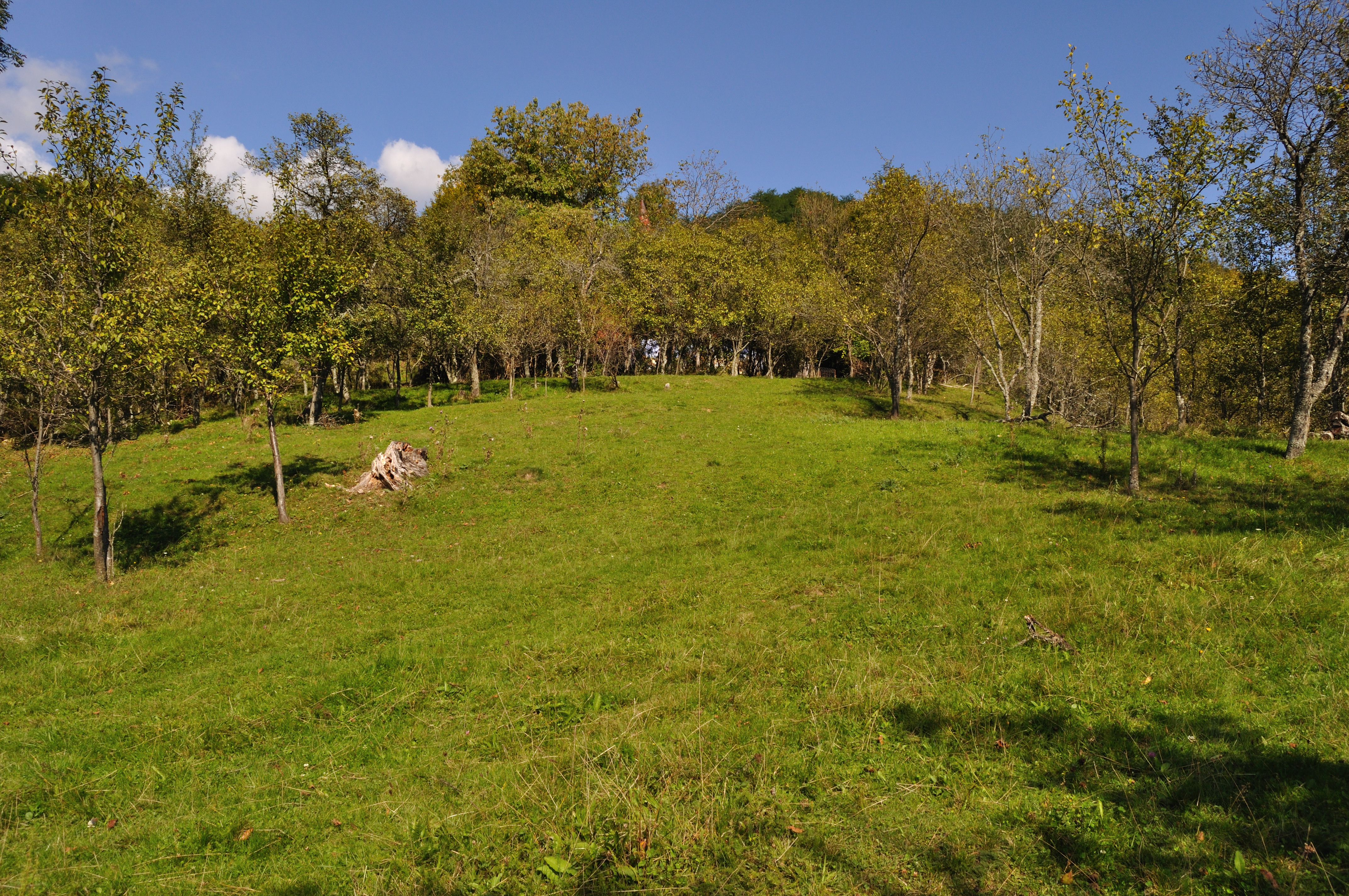
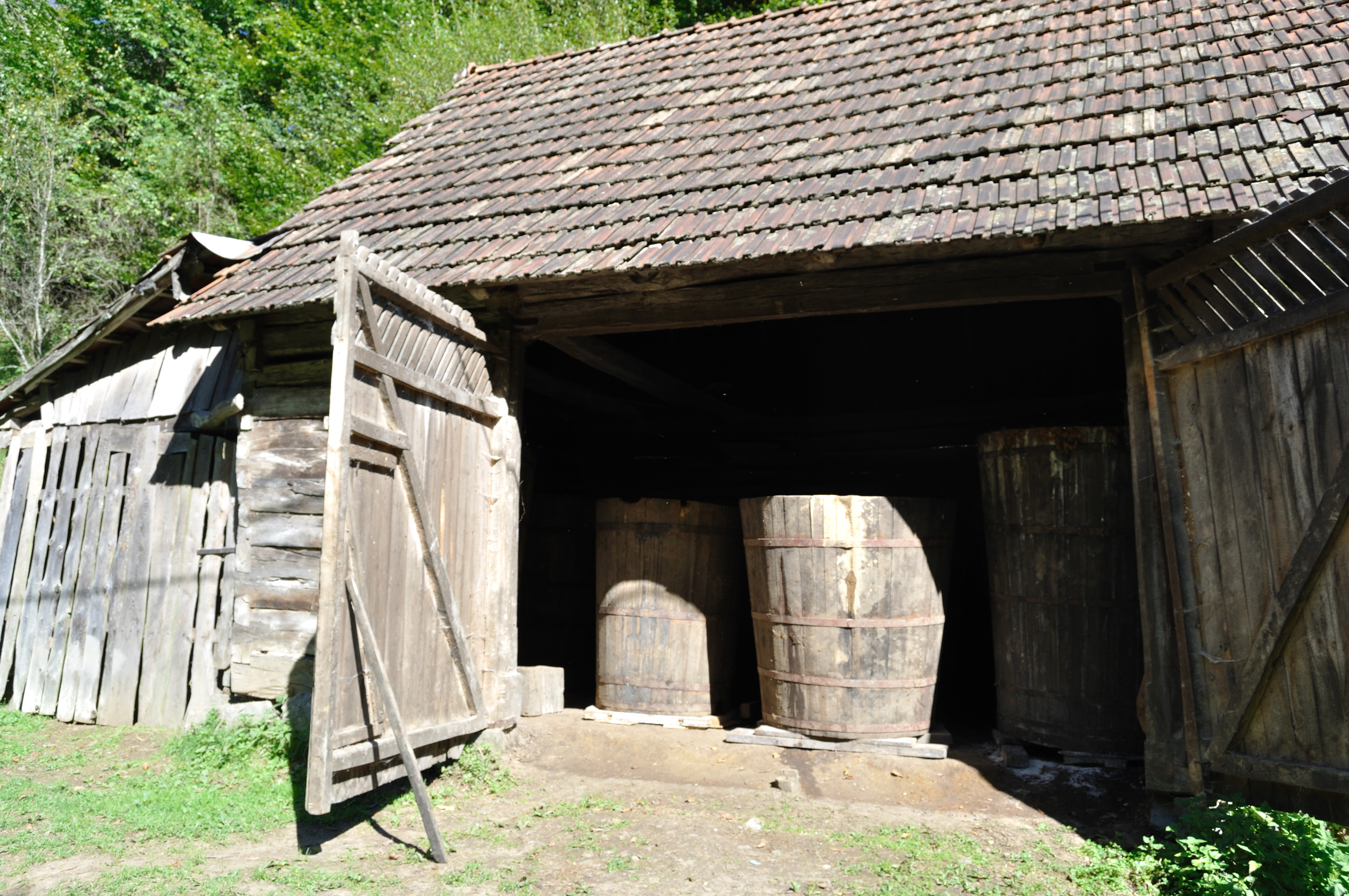
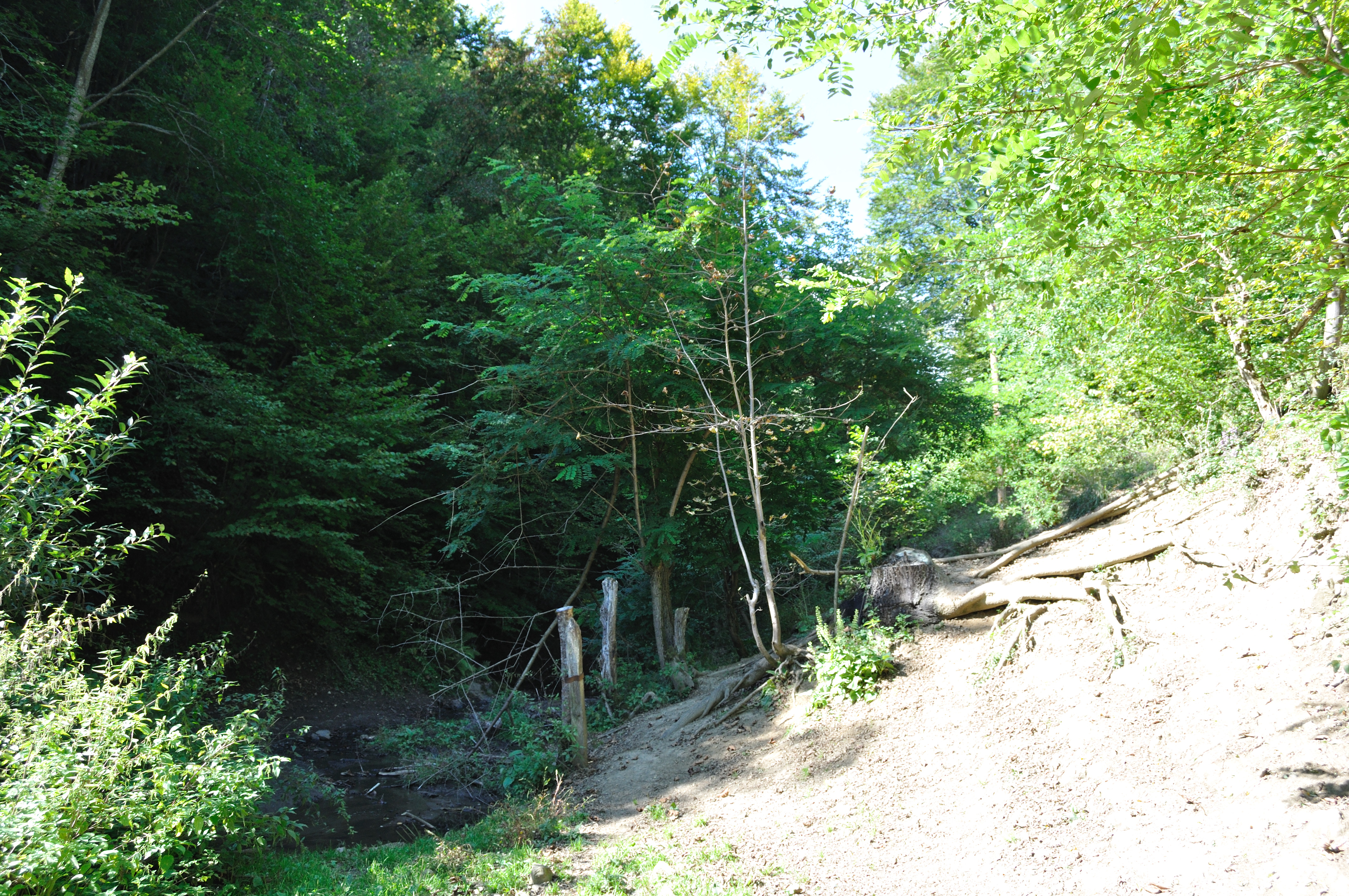
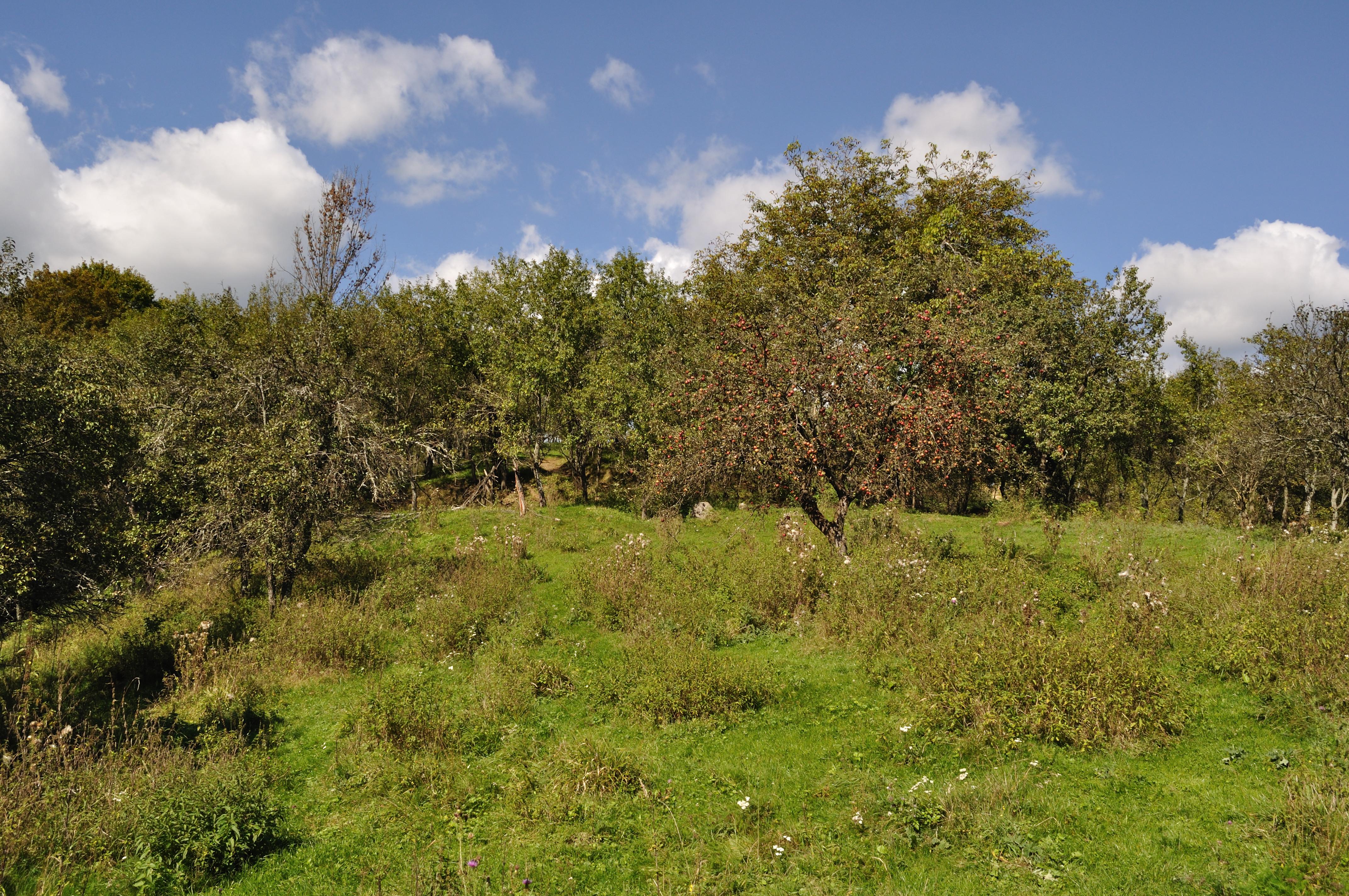
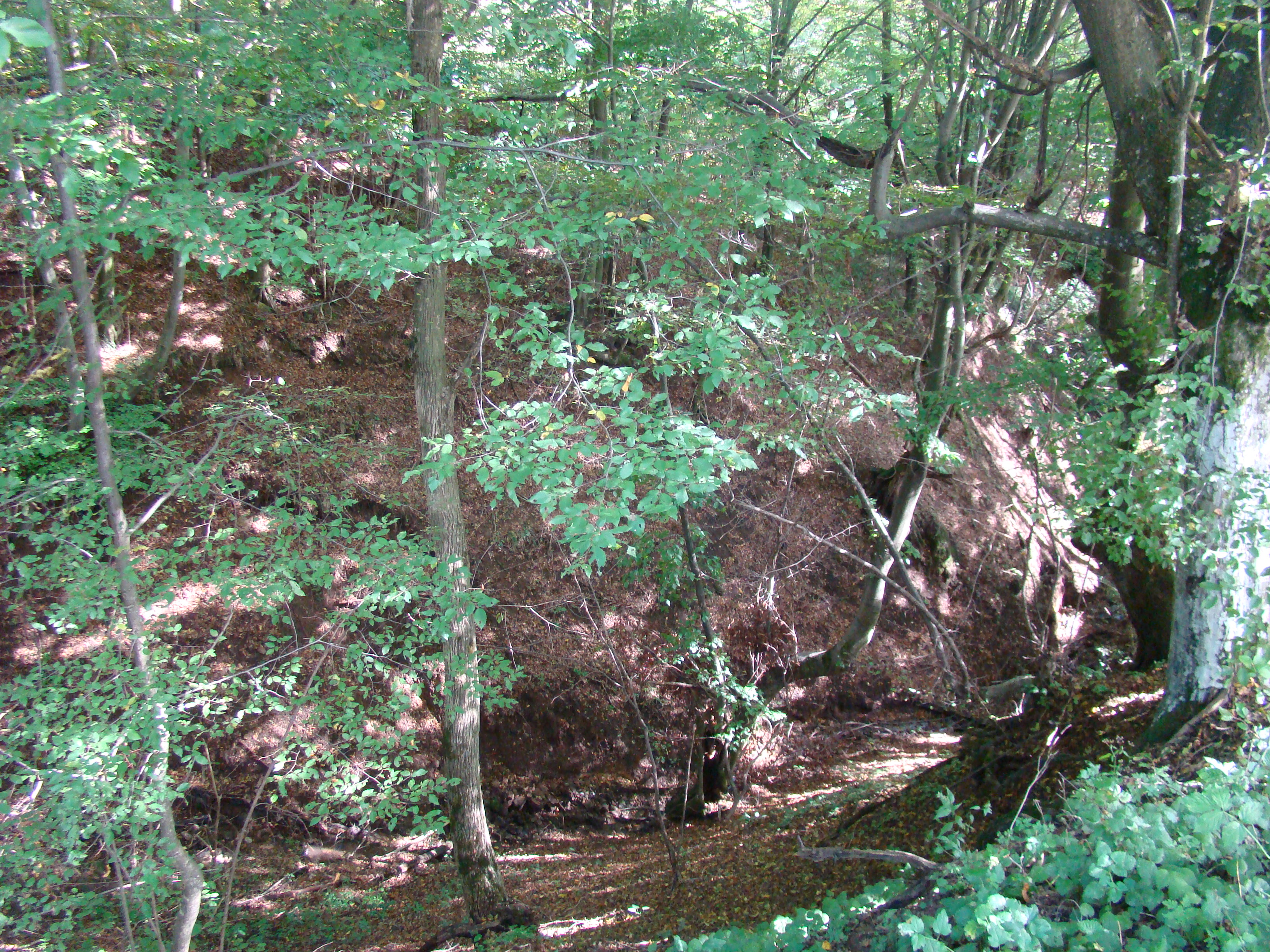
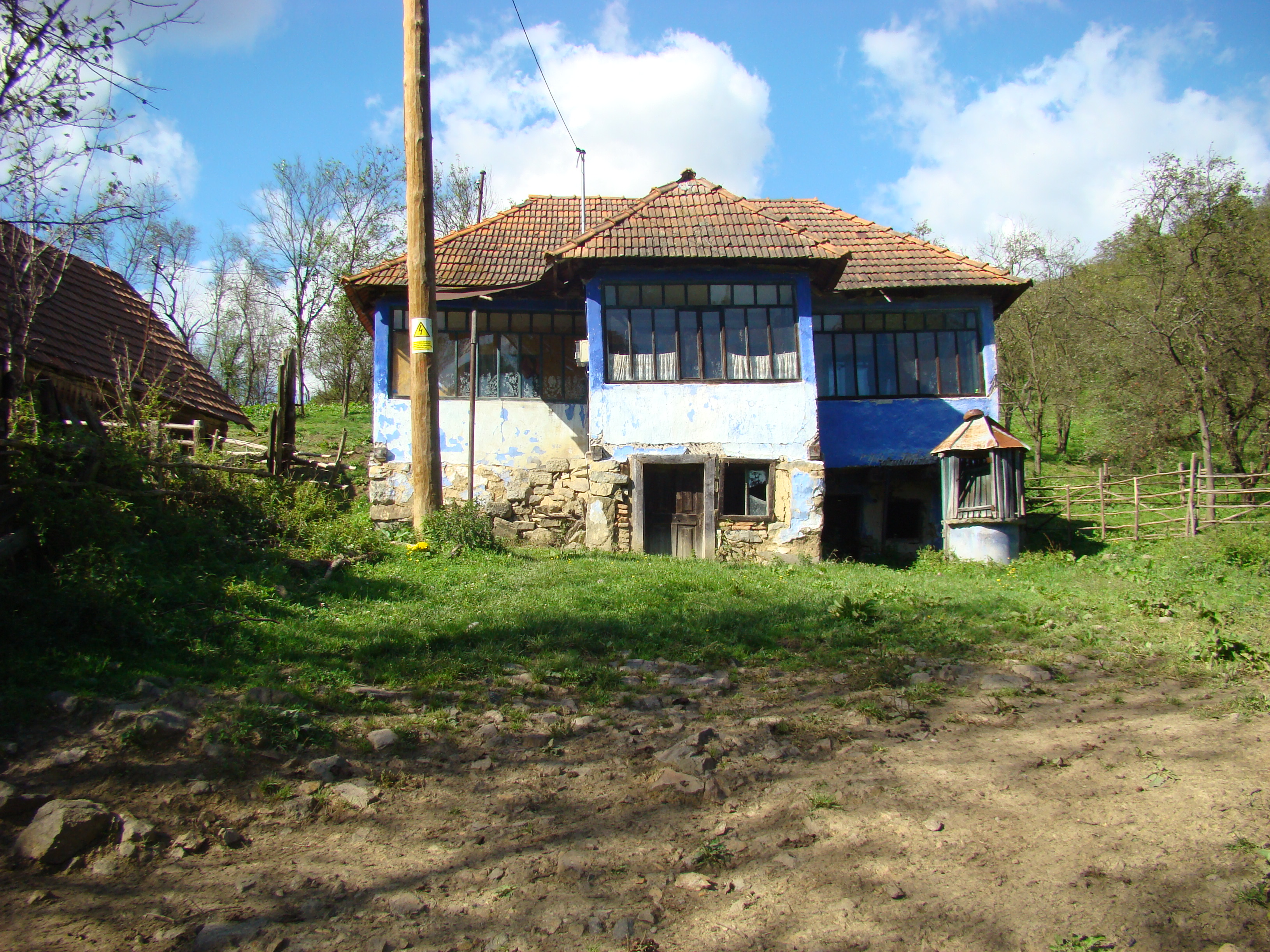
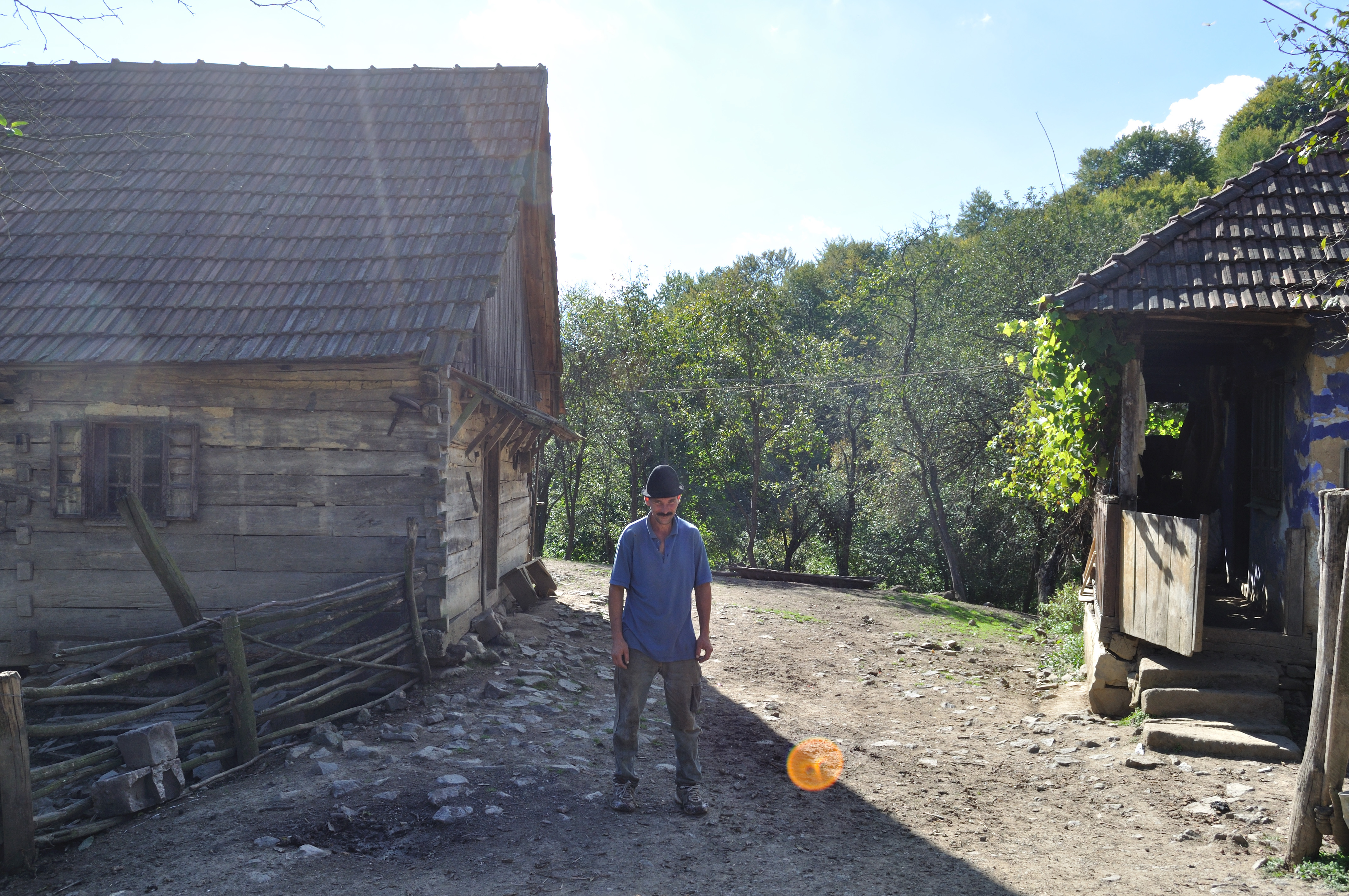
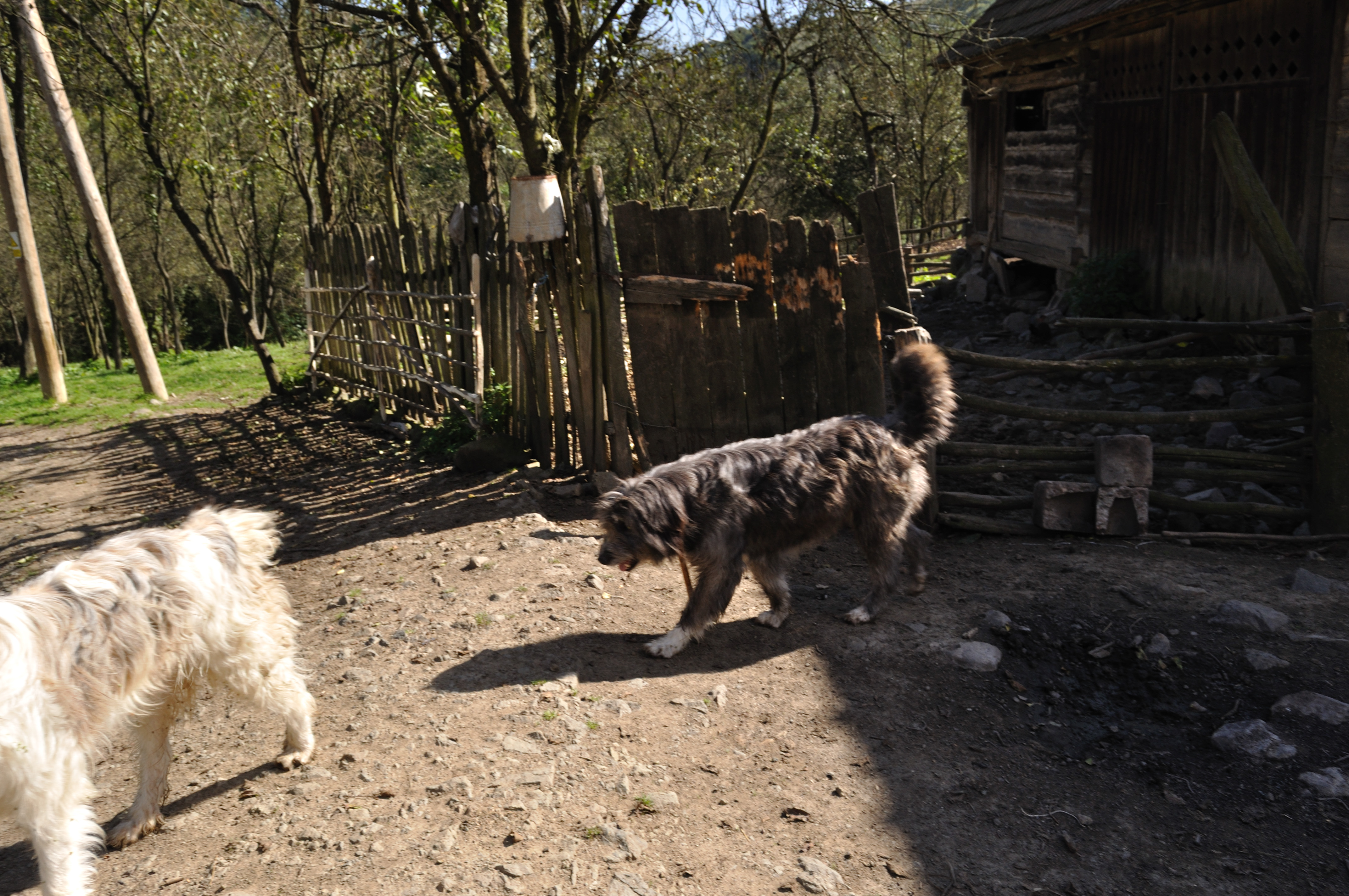
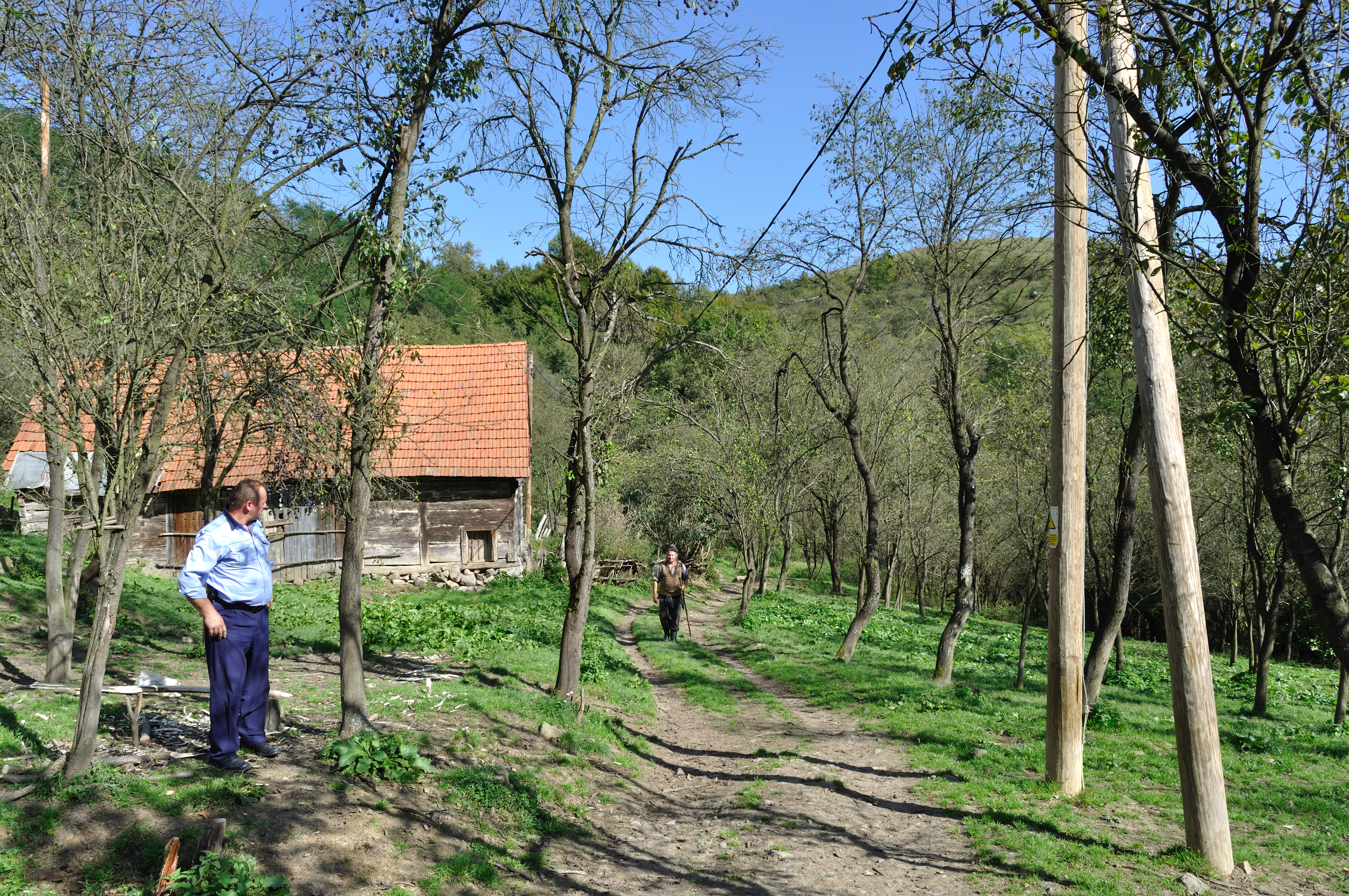
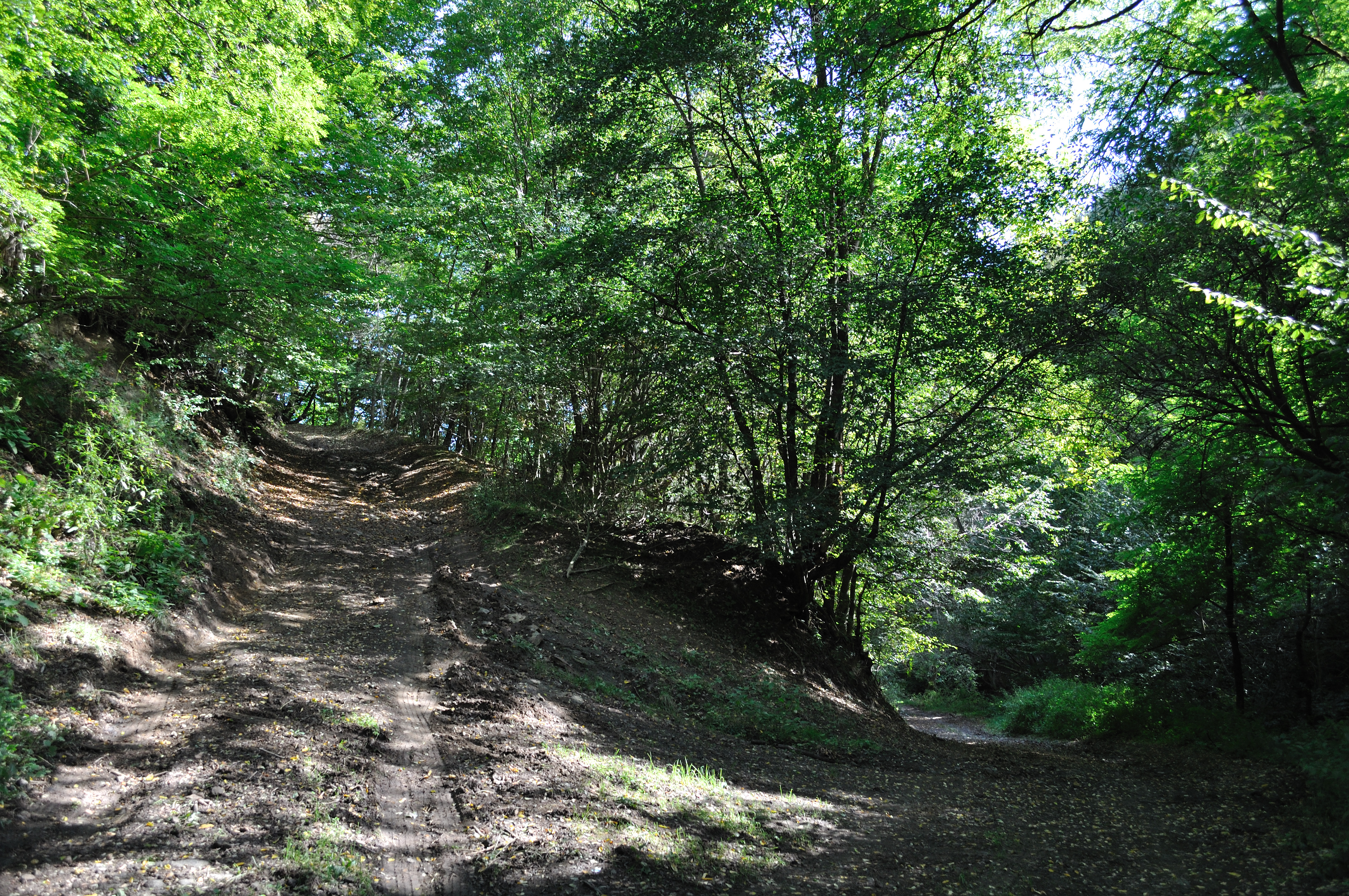
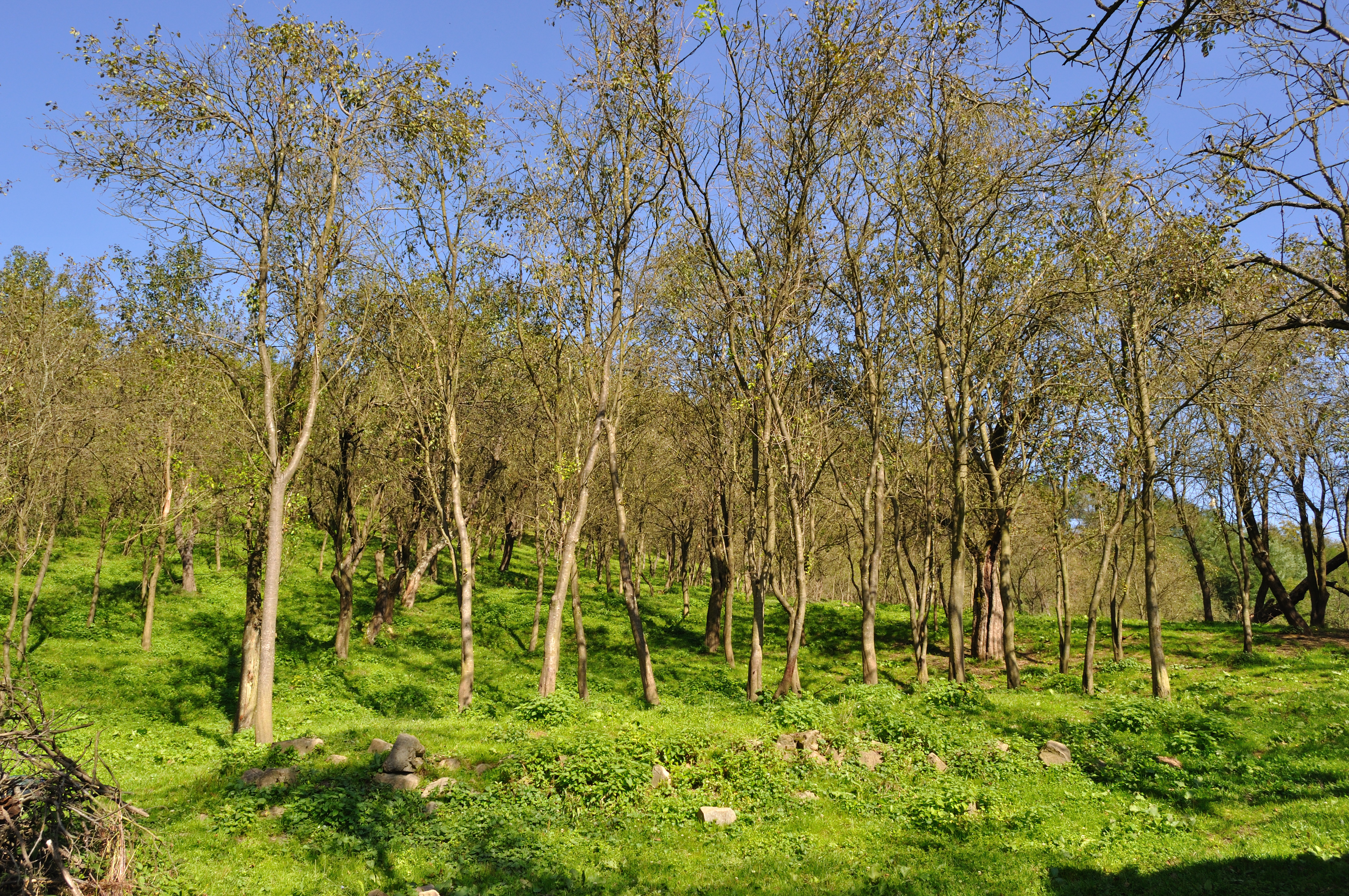
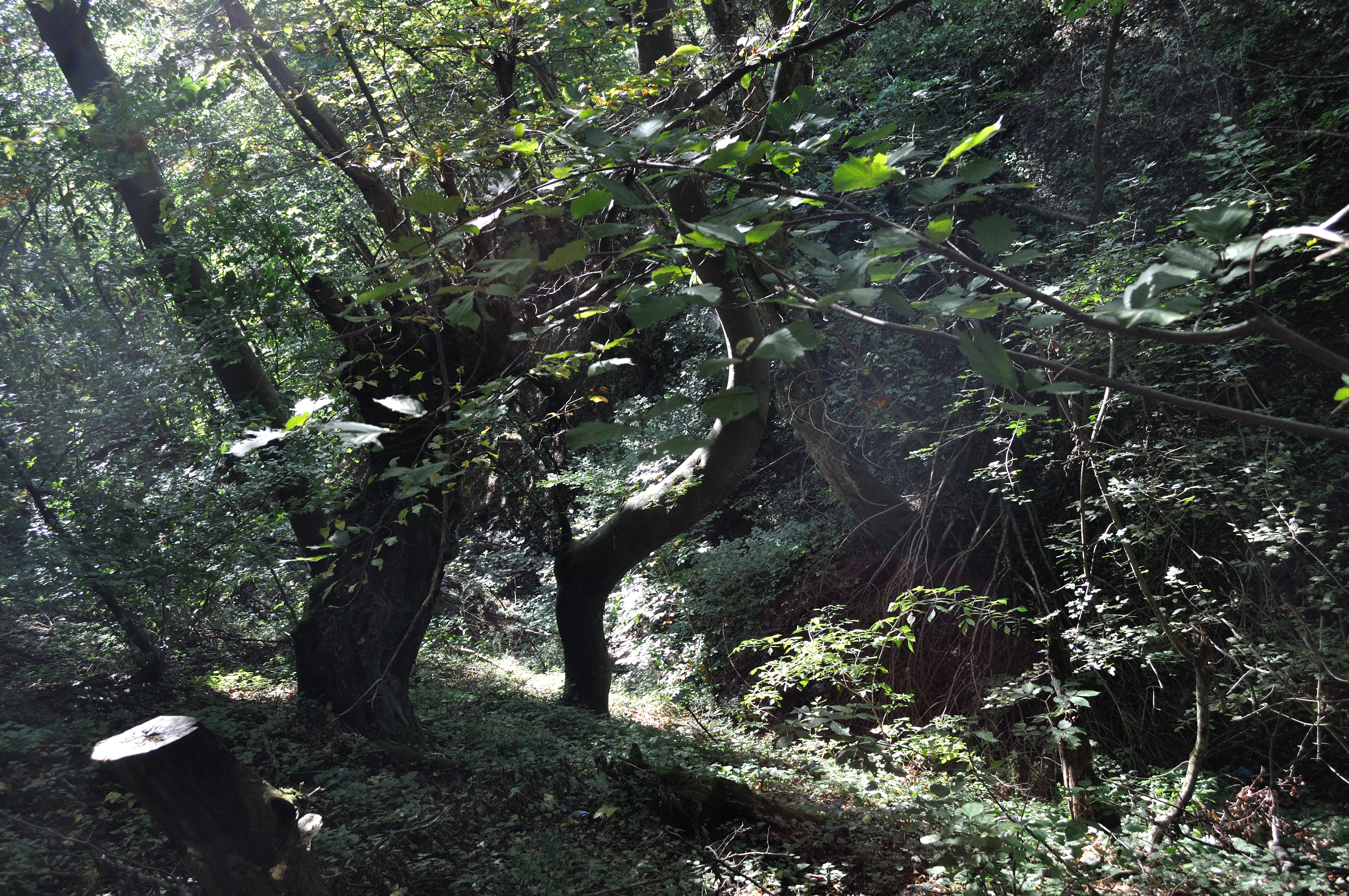
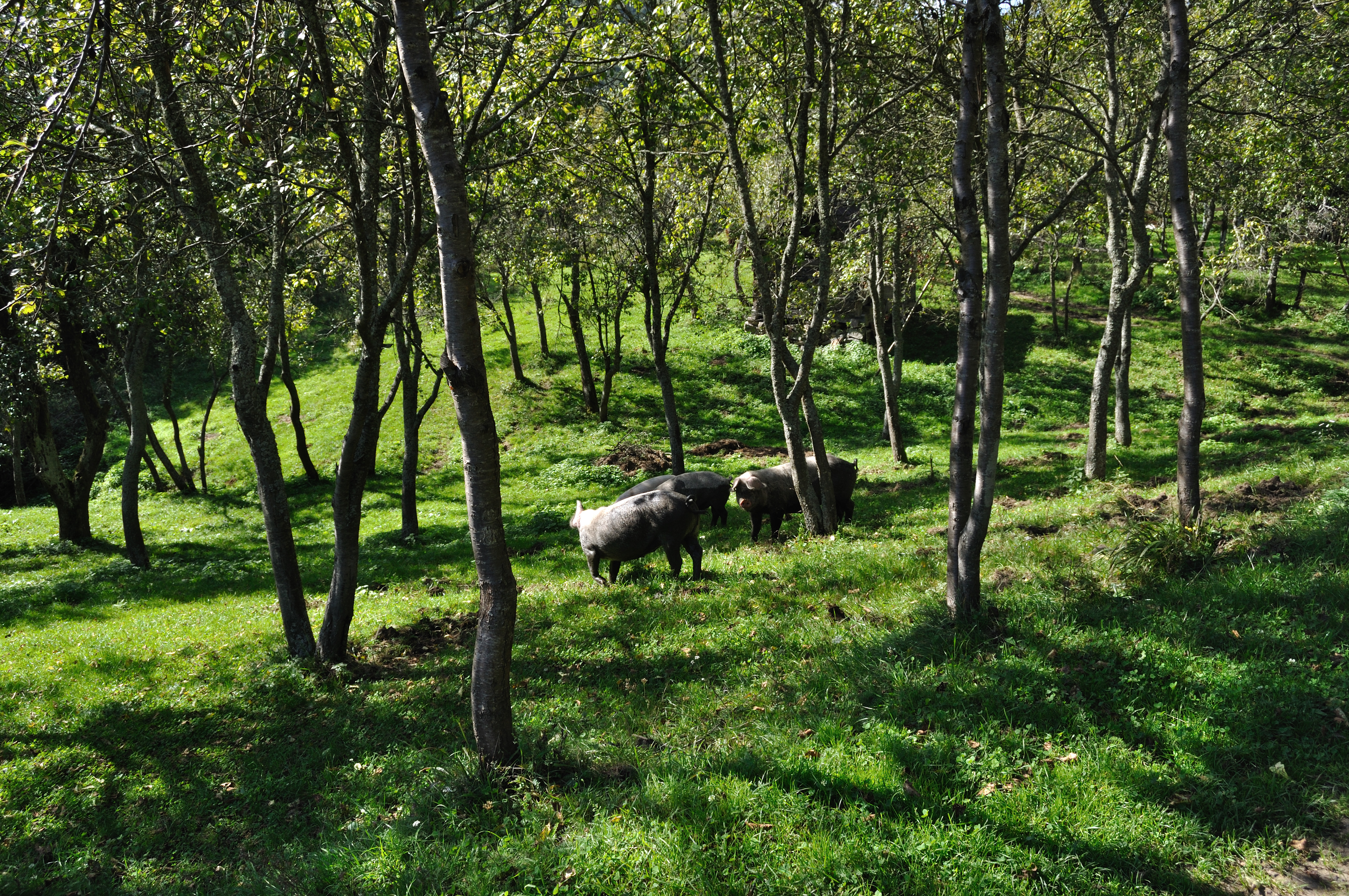